# TTT図

TTT図。組成の異なる2つの鋼のグラフが描かれている。

TTT図 (TTTず、time-temperature-transformation, TTT diagrams)とは、縦軸に線形目盛で温度を横軸に対数目盛で時間をとることで、温度と時間による鋼の組織の変化を示した図である。共析鋼の炭素含有率で示されたものが一般的である。S曲線、恒温変態曲線 (isothermal-transformation-diagram) などの呼び方がある。

## 線の意味
TTT図は以下の線からなっている。
a)
オーステナイトの変態線（727℃にある水平な線）
b)
パーライト変態開始を示す線（左側の曲線の550℃あたりより高い温度の部分）
c)
パーライト変態の終了を示す線（右側の曲線の550℃あたりより高い温度の部分）
d)
曲線の鼻（曲線の550℃あたり）
e)
ベイナイト変態開始を示す線（左側の曲線の550℃あたりより低い温度の部分）
f)
ベイナイト変態終了を示す線（右側の曲線の550℃より低い温度の部分）
g)
マルテンサイト変態開始を示す線（下から2番目の線）
h)
マルテンサイト変態終了を示す線（最も下にある線）

## 線の解説
a)
以上の温度では鉄はγ状態で変態しない
b)からc)の変態
この部分の高い温度で変態させるとフェライトとセメンタイトの層が大きいパーライトができる。
この曲線の比較的低い温度での変態ではパーライトの層が細密となりソルバイトと呼ばれる組織ができる。
鼻に近い部分の変態ではソルバイトよりもさらに微細なパーライト組織ができトルースタイトと呼ばれる。
d)
鼻は最も短時間で変態が終了する温度である。この組織で変態させた組織はとても微細で硬いパーライトである。
e)からf)にかけての変態
この部分の高い温度で変態させると上ベイナイトという組織ができる(上部ベイナイト)
この部分の低い温度で変態させると下ベイナイトという組織ができる(下部ベイナイト)
g)からh)
マルテンサイト変態は温度を一定にすることでは進まない。
g)の温度から変態を開始し温度が下がるほどマルテンサイトの量を増しh)の温度になったときに変態を終了する。